# 罗多尔福·罗德里格斯
罗多尔福·罗德里格斯（Rodolfo Rodríguez，1980年2月27日—）是哥斯达黎加足球运动员。曾效力于中超球队天津泰达，司职中场。

## 俱乐部生涯
罗德里格斯在萨普里萨体育出道，2005年转会到Brujas FC，期间两度被租借到挪威球队F.K. Haugesund。
2010年2月21日，罗德里格斯加盟中超球队天津泰达。

## 国家队生涯
2007年2月4日，罗德里格斯在和特立尼达和多巴哥的比赛中首次代表哥斯达黎加国家队出场。他在2007年中美洲国家杯3次代表国家队出场，并帮助球队获得冠军。